# Porta joystick Atari
La porta joystick Atari è una porta hardware utilizzata per collegare periferiche hardware, soprattutto controller per videogiochi come joystick e paddles - a console e home computers.
Introdotta originariamente nel 1977 da Atari, ha avuto una grande diffusione parallelamente allo sviluppo dei computer per uso domestico fino ai primi anni 1990.

## Storia
La prima console sulla quale venne implementata fu l'Atari 2600  e poi successivamente sugli Atari 8 bit. Venne utilizzata dalla Commodore International sui propri home computers, a partire dal Commodore VIC-20 e su molte altre console e computers, divenendo uno standard di fatto nel decennio. Venne riproposta in seguito sull'Atari ST, sull'Amiga e anche altri produttori sulla piattaforma MSX (sebbene con alcune modifiche che ne precludavano l'utilizzo di un secondo bottone di azione) e da SEGA sul Master System e Mega Drive. Anche l'interfaccia Kempston consentiva di utilizzare i joystick dotati di tale connettore sui primi modelli dello ZX Spectrum.
A partire dalla seconda metà degli anni 1990 la produzione si ridusse notevolmente a causa dell'affermarsi come standard dei PC IBM e IBM compatibile, che non adottarono tale porta, bensì dapprima le game port e successivamente l'USB.

## Descrizione
Aveva un attacco a 9 piedini ed era progettata per il collegamento ad una porta di tipo D-subminiature femmina sull'hardware che la supportava.
Nelle console e nei computer Atari 8-bit, la lettura degli ingressi dello stick era gestita da un processo di polling che impostava i valori in vari registri a 8 bit. Nelle macchine a 8 bit, ad esempio, i piedini della porta erano collegati all'hardware con un processo di input-output. A seconda delle impostazioni in altri registri, gli ingressi sui pins potevano essere interpretati in diversi modi e quindi i dati di uscita sono stati inseriti in una serie di registri RAM.